# Petru Pop
Petru Iulian Pop (Baia Mare, 26 giugno 1974) è un allenatore di pallamano ed ex pallamanista rumeno.

## Palmarès

### Giocatore

#### Club
- Campionato rumeno: 2

HC Minaur Baia Mare: 1997–98, 1998-99
- Coppa di Romania: 2

HC Minaur Baia Mare: 1998–1999
Fibrex Săvinești: 2003–2004
- Campionato italiano: 4[2]

Pallamano Trieste: 2000–01, 2001–02
HC Conversano: 2003–04, 2005–06
- Coppa Italia: 3

Pallamano Trieste: 2000–01, 2001–02
HC Conversano: 2005–2006